# Stygnus armatus
Stygnus armatus – gatunek kosarza z podrzędu Laniatores i rodziny Stygnidae.

## Występowanie
Gatunek wykazany z Brazylii.